# Dysschema zerbina
Dysschema zerbina là một loài bướm đêm thuộc phân họ Arctiinae, họ Erebidae.